# Transdanubie
La Transdanubie (en hongrois Dunántúl) est une des trois super-régions statistiques définies par la nomenclature d'unités territoriales statistiques et regroupant les régions statistiques et de planification de Transdanubie méridionale, Transdanubie centrale et Transdanubie occidentale.

## Sens traditionnel du mot

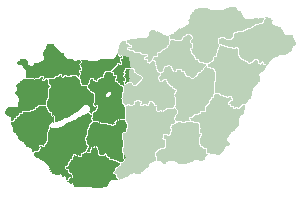
La Transdanubie en tant que région historique ou touristique.

En dehors du nom de cette super-région, la Transdanubie désigne la région historique ou la région touristique moderne formée de toute la partie de la Hongrie à l'ouest du Danube.